# Lucas Beltrán
Lucas Ezequiel Beltrán (Córdoba, Argentina, 29 de marzo de 2001) es un futbolista argentino que juega de delantero en la ACF Fiorentina de la Serie A.

## Trayectoria

### Inicios y categorías inferiores
Beltrán comenzó en las inferiores de Instituto de Córdoba y en junio de 2016 con 15 años firmó para River luego de que el club pagara e invirtiera más de un millón de dólares por su pase aún sin debutar en primera.

### River Plate
Marcelo Gallardo lo subió al primer equipo para la temporada 2018–19. Debutó el 2 de diciembre de 2018 contra Gimnasia y Esgrima La Plata en el Estadio Monumental, con una victoria por 3-1. Su primer gol en Primera División lo convirtió el 11 de abril de 2021, marcando el 1-0 parcial contra Colón de Santa Fe.

### Colón
El 14 de junio de 2021 llega a préstamo por 18 meses al club de la ciudad de Santa Fe con el objetivo de sumar más rodaje, llegó a ser su delantero titular, en donde convirtió 6 goles en 38 partidos con el Sabalero. Además compitieron internacionalmente en la Copa Libertadores, donde consiguieron los octavos de final por segunda vez en su historia.

### Vuelta a River Plate
En julio de 2022, el equipo de Nuñez decide cortar el préstamo 6 meses antes debido a su buen rendimiento en Colón, retornando como una de las principales opciones en la delantera millonaria. En octubre de ese año, el club anunció la renovación del vínculo del futbolista hasta diciembre de 2025, con una cláusula de rescisión de 25 millones de euros.
En julio de 2023 se consagró campeón del Campeonato de Primera División 2023 con Martín Demichelis como director técnico, siendo el goleador de River durante el torneo con doce goles.

### Fiorentina
En agosto de 2023 fue vendido a la A. C. F. Fiorentina de la Serie A de Italia por más de 25 millones de euros. Será jugador del equipo italiano hasta junio de 2028.

## Selección nacional
El 31 de agosto de 2023 fue convocado a la Selección de fútbol de Argentina por el director técnico Lionel Scaloni para la primera fecha de las Eliminatorias del Mundial 2026.

#### Participaciones en Juegos Olímpicos
| Torneo                | Sede  | Resultado        | Partidos | Goles |
| --------------------- | ----- | ---------------- | -------- | ----- |
| Juegos Olímpicos 2024 | París | Cuartos de final | 4        | 0     |

## Estadísticas

### Clubes
Actualizado al último partido disputado el 25 de mayo de 2025.
| Club                         | Div.          | Temporada     | Liga  | Liga  | Liga   | Copas nacionales | Copas nacionales | Copas nacionales | Copas internacionales | Copas internacionales | Copas internacionales | Total | Total | Total  |
| Club                         | Div.          | Temporada     | Part. | Goles | Asist. | Part.            | Goles            | Asist.           | Part.                 | Goles                 | Asist.                | Part. | Goles | Asist. |
| ---------------------------- | ------------- | ------------- | ----- | ----- | ------ | ---------------- | ---------------- | ---------------- | --------------------- | --------------------- | --------------------- | ----- | ----- | ------ |
| C. A. River Plate Argentina  | 1.ª           | 2018-19       | 4     | 0     | 0      | —                | —                | —                | —                     | —                     | —                     | 4     | 0     | 0      |
| C. A. River Plate Argentina  | 1.ª           | 2020          | —     | —     | —      | 4                | 0                | 0                | —                     | —                     | —                     | 4     | 0     | 0      |
| C. A. River Plate Argentina  | 1.ª           | 2021          | —     | —     | —      | 7                | 1                | 1                | 1                     | 0                     | 0                     | 8     | 1     | 1      |
| C. A. Colón Argentina        | 1.ª           | 2021          | 17    | 1     | 1      | 1                | 0                | 0                | —                     | —                     | —                     | 18    | 1     | 1      |
| C. A. Colón Argentina        | 1.ª           | 2022          | 1     | 0     | 0      | 14               | 5                | 0                | 6                     | 0                     | 1                     | 21    | 5     | 1      |
| C. A. Colón Argentina        | Total club    | Total club    | 18    | 1     | 1      | 15               | 5                | 0                | 6                     | 0                     | 1                     | 39    | 6     | 2      |
| C. A. River Plate Argentina  | 1.ª           | 2022          | 21    | 4     | 2      | 3                | 1                | 1                | 2                     | 0                     | 0                     | 26    | 5     | 3      |
| C. A. River Plate Argentina  | 1.ª           | 2023          | 25    | 12    | 3      | 3                | 1                | 0                | 8                     | 4                     | 1                     | 36    | 17    | 4      |
| C. A. River Plate Argentina  | Total club    | Total club    | 50    | 16    | 5      | 17               | 3                | 2                | 11                    | 4                     | 1                     | 78    | 23    | 8      |
| A. C. F. Fiorentina · Italia | 1.ª           | 2023-24       | 32    | 6     | 3      | 5                | 0                | 0                | 14                    | 4                     | 0                     | 51    | 10    | 3      |
| A. C. F. Fiorentina · Italia | 1.ª           | 2024-25       | 33    | 5     | 5      | 1                | 0                | 0                | 13                    | 1                     | 1                     | 47    | 6     | 6      |
| A. C. F. Fiorentina · Italia | Total club    | Total club    | 65    | 11    | 8      | 6                | 0                | 0                | 27                    | 5                     | 1                     | 98    | 16    | 9      |
| Total carrera                | Total carrera | Total carrera | 133   | 28    | 14     | 38               | 8                | 2                | 44                    | 9                     | 3                     | 215   | 45    | 19     |
| 1. 2. 3.                     |               |               |       |       |        |                  |                  |                  |                       |                       |                       |       |       |        |

## Palmarés

### Títulos nacionales
| Título              | Equipo            | País      | Año  |
| ------------------- | ----------------- | --------- | ---- |
| Supercopa Argentina | C. A. River Plate | Argentina | 2019 |
| Primera División    | C. A. River Plate | Argentina | 2023 |

### Distinciones individuales
| Distinción                                                        | Año  |
| ----------------------------------------------------------------- | ---- |
| Parte del Equipo Ideal de la Liga Profesional de Fútbol Argentino | 2023 |